# Armand Salacrou
Armand Salacrou (Ruan, Francia, 9 de agosto de 1899 - Le Havre, 23 de noviembre de 1989) fue un escritor y dramaturgo francés.

## Biografía
Tras pasar su infancia en Le Havre, donde publicó con 16 años L' Éternelle chanson des gueux - donde muestra su indignación por el desfase existente entre la miseria del puerto y la fortuna de los armadores -, Armand Salacrou se traslada a París en 1917, donde continuará sus estudios de medicina, derecho y filosofía antes de convertirse primero en periodista y posteriormente en cineasta.  Allí pasará gran parte de su tiempo frecuentando a los surrealistas, los teatros y los pintores, guiado por sus amigos de la infancia Georges Limbour y Jean Dubuffet. Es entonces cuando comienza una extraordinaria colección de cuadros y, sobre todo, empieza a escribir piezas de teatro de inspiración surrealista que apenas alcanzan algún reconocimiento. Su encuentro con Charles Dullin lanza su prolífica carrera dramática. Sería con él que Salacrou conocería sus mayores éxitos: Une Femme libre (1934), L'Inconnue d'Arras (1935) — que impone una nueva aproximación del tiempo y el espacio teatral—, Un Homme comme les autres (1936), La Terre est ronde (1937) o L'Archipel Lenoir (1947).
Puestas en escena e interpretadas por los más grandes del momento- Les Nuits de la colère : compañía Renaud-Barrault, después Strehler (1945-1946), Poof : Yves Robert (1950), André Reybaz: Boulevard Durand (a partir de 1961), Les Chardons: Michel Vitold, Comédie française (1964), -, sus obras triunfan en varios países. Hombre de teatro, Salacrou escribe también numerosos prefacios y es un ensayista destacable, de ideas siempre de actualidad: Les Idées de la nuit, à Pied au-dessus des nuages, Vie et mort de Charles Dullin... Ses mémoires, Dans la salle des pas perdus, Séduisent par leur franchise inhabituelle. Salacrou es también el autor de los diálogos de La Beauté du diable, filmada por René Clair. Salacrou fue presidente de la Academia Goncourt y de la S.A.C.D.
Con una hábil mezcla de los tonos, su teatro denuncia las injusticias sociales y se indigna de lo absurdidez agonizante de la muerte. Siempre atento a la vida cotidiana, ofrece un testimonio privilegiado de un siglo muy movido. Salacrou destacó también en su lucha incansable para que los jóvenes artistas encuentren un lugar y un público para sus obras.

## Obras
- 1923 : Magasin d'accessoires, Histoire de cirque, Le Casseur d'assiettes, Les Trente Tombes de Judas
- 1924 : La Boule de Verre
- 1925 : Le Pont de l'Europe
- 1925 : Tour à terre
- 1927 : Patchouli, ou Les Désordres de l'amour
- 1929 : Atlas-Hôtel, Les Frénétiques
- 1931 : La Vie en Rose
- 1933 : Une femme libre, Poof
- 1935 : L'Inconnue d'Arras
- 1936 : Un homme comme les autres
- 1937 : La terre est ronde
- 1939 : Histoire de rire
- 1941 : La Marguerite
- 1944 : Les Fiancés du Havre
- 1945 : Le Soldat et la sorcière
- 1946 : Les Nuits de la colère
- 1946 : L'Archipel Lenoir, ou Il ne faut pas toucher aux choses inutiles, Pourquoi pas moi?
- 1950 : Dieu le savait, ou la Vie n'est pas sérieuse
- 1952 : Sens Interdit, ou Les Âges de la Vie
- 1953 : Les Invités du Bon Dieu
- 1953 : Une femme trop honnête, ou Tout est dans la façon de le dire
- 1954 : Le Miroir
- 1959 : Boulevard Durand
- 1964 : Comme les Chardons
- 1966 : La Rue Noire